# Lexington (Karolina Północna)
Lexington – miasto w Karolinie Północnej w Stanach Zjednoczonych, siedziba hrabstwa Davidson. Według spisu z 2010 roku miasto liczyło 18 931 mieszkańców. Znajduje się w środkowej Karolinie Północnej, 32 km na południe od Winston-Salem. 
Lexington, Thomasville i otaczające je obszary wiejskie powoli rozwijają się jako wspólnoty mieszkaniowe w pobliskich miastach, takich jak Winston-Salem, Greensboro, High Point i, w mniejszym stopniu, Charlotte i jej północno-wschodnie przedmieścia.

## Historia
Obszar Lexington był co najmniej rzadko zasiedlony przez Europejczyków w 1775 roku. Osadnicy nazwali swoją społeczność na cześć Lexington w stanie Massachusetts, miejsca pierwszej potyczki wojny o niepodległość Stanów Zjednoczonych. Lexington zostało zarejestrowane jako miasto w 1828 roku. Kopalnia Silver Hill, położona kilka mil na południe od Lexington, została otwarta w 1838 roku i była pierwszą działającą kopalnią srebra w kraju. Najstarszym zachowanym domem w Lexington jest The Homestead, zbudowany przez dr Williama Raineya Holta (1798–1868), lekarza urodzonego w dzisiejszym hrabstwie Alamance. Homestead ma okna, boczne światła i inne palladiańskie detale charakterystyczne dla wzorników architekta Ashera Benjamina.

## Biznes i przemysł
W XX wieku do późnych lat 90. gospodarka Lexington opierała się głównie na produkcji tekstyliów i mebli. Od tego czasu większość lokalnych producentów przeniosła swoje zakłady produkcyjne do Azji i Meksyku, aby obniżyć koszty i pozostać konkurencyjnymi na rynku globalnym. Spowodowało to zamknięcie większości fabryk tekstyliów i mebli oraz przyczyniło się do trudności ekonomicznych społeczności, która była silnie uzależniona od zatrudnienia w tych dwóch branżach. Portfolio przemysłowe Lexington uległo zróżnicowaniu.

## Geografia
Lexington znajduje się w regionie Piedmont Triad. Jest wyśrodkowany na 35° 49'0 "północy, 80° 15'31" zachodzie (35,816768, -80,258643). Lexington jest oddalone o 18 km na północny wschód od jeziora High Rock Lake, części łańcucha jezior Yadkin-Pee Dee w środkowej Karolinie Północnej.
Według United States Census Bureau, miasto ma łączną powierzchnię 18,0 mil kwadratowych (46,6 km²), w całości to grunty.
Interstate 85 Business przebiega na północ i zachód od centrum Lexington, a międzystanowa 85 przechodzi na południe. Autostrady łączą się na południowo-zachodnim krańcu miasta. Ponadto w mieście krzyżują się cztery amerykańskie autostrady, US Route 29, 64, 52 i 70 oraz stanowe autostrady 8 i 47.